# Franziskanerstraße (Düren)
Die Franziskanerstraße in der Kreisstadt Düren (Nordrhein-Westfalen) ist eine Innerortsstraße. Sie liegt in der Innenstadt innerhalb der Dürener Stadtbefestigung.

## Lage
Die Straße beginnt an der Kreuzung Victor-Gollancz-Straße und endet in der Günther-Peill-Straße.
Auf der nördlichen Straßenseite steht die denkmalgeschützte Marienkirche, auf der gegenüberliegenden Seite die Grundschule „Peschschule“ und am westlichen Ende das Leopold-Hoesch-Museum. Sonstige Bebauungen sind nicht vorhanden.

## Geschichte
Die Straße ist nach dem früheren Franziskanerkloster, der heutigen Marienkirche, benannt. Der Rat hat am 1. Februar 1892 der Straße den heutigen Namen gegeben. Der Durchbruch durch die Stadtmauer zur Philippstraße geschah 1896.